# 유리 알베아르
유리 알베아르 오레후엘라(스페인어: Yuri Alvear Orejuela, 1986년 3월 20일~)는 콜롬비아의 유도 선수이다. 2012년 하계 올림픽에서 여자 미들급 동메달, 2016년 하계 올림픽에서 여자 미들급 은메달을 획득했으며 세계 선수권 대회에서 3회 우승을 달성했다.